# Martha Näbauer
Martha Näbauer (Munique, 27 de agosto de 1914 – Munique, 12 de outubro de 1997) foi uma matemática alemã, professora de geodésia matemática na Universidade Técnica de Munique (TU München).
Filha do geodesista Martin Näbauer. Antes de ser chamada para a cátedra foi a partir de 1939 Wissenschaftlicher Mitarbeiter de geometria descritiva na TU München. Em 1961 editou o primeiro volume do então clássico da geodésia (em diversos volumes) „Jordan-Eggert-Kneissl (JEK), Handbuch der Vermessungskunde“.

## Obras
- Annäherung von Funktionen mit Hilfe Tschebyscheffscher Polynome, Munique 1955
- Martha Näbauer u. a.: Handbuch der Vermessungskunde, Bd. 1. Mathematische Grundlagen, Ausgleichungsrechnung und Rechenhilfsmittel, 1961
- Berechnung einer Gewichtskoeffizientenmatrix für die Zwecke der europäischen Satellitentriangulation, 1968
- Apollonische Kurven auf der Kugel, Beck, Munique 1980 ISBN 978-3769624977